# Robert Bennett (friidrottare)
Robert Howard "Bob" Bennett, född 9 augusti 1919 i Providence i Rhode Island, död 13 december 1974, var en amerikansk friidrottare.
Bennett blev olympisk  bronsmedaljör i släggkastning vid sommarspelen 1948 i London.